# Тарин Фишър
Тарин Фишър (на английски: Tarryn Fisher) е американска писателка от южноафрикански произход, авторка на произведения в жанра любовен роман и трилър.

## Биография и творчество
Тарин Фишър е родена през 1983 г. в Йоханесбург, Южна Африка, в бяло южноафриканско семейство. Баща ѝ, Денис Фишър, е дресьор на коне, а съпругата му, Синтия Фишър, е учителка. Когато Тарин е тригодишна семейството напуска Южна Африка и се премества в окръг Брауърд, Флорида.
Първият ѝ роман „Опортюнистката“ от поредицата „Обичай ме с лъжи“ е издаден през 2011 г. В историята героинята Оливия Каспен се сблъсква в местен магазин с Кейлъб Дрейк, мъжа, когото обича завинаги, но когото е разочаровала, и той я е напуснал преди три години. Той обаче не я помни, защото е загубил част от паметта си при автомобилна катастрофа. И тя не пропуска възможността да си го върне, да си върне истинската любов, използвайки всякакви начини. Романът, както и следващият – „Мръсно червено“, стават бестселъри и я правят известна.
Тя е основател на модния блог Guise of the Villain.
Тарин Фишър живее със семейството си в Сиатъл, щат Вашингтон.

## Произведения

### Самостоятелни романи
- Mud Vein (2014)[1][2][3]
- Marrow (2015)
- F*ck Love (2015)
- Bad Mommy (2016)
- Atheists Who Kneel and Pray (2017)
- F*ck Marriage (2019)
- The Wives (2019)
- The Wrong Family (2020)
- An Honest Lie (2022)

### Поредица „Обичай ме с лъжи“ (Love Me With Lies)
1. The Opportunist (2011)[1][2][3]
Опортюнистката, изд.: „Сиела“, София (2021), прев. Лидия Цекова
2. Dirty Red (2012)
Мръсно червено, изд.: „Сиела“, София (2022), прев. Лидия Цекова
3. Thief (2013)

### Серия „Никога никога“ (Never Never) – сКолийн Хувър
1. Never Never (2015)[1][3]
2. Never Never 2 (2015)
3. Never Never 3 (2016)

### Поредица „Краят на хората“ (End of Men) – с Уилоу Астър
1. Folsom (2018)[1][2][3]
2. Jackal (2018)
3. Kasper (2018)